# ARTPOP (canción)
«Artpop» —estilizado en mayúsculas— es una canción de la cantante estadounidense Lady Gaga de su tercer álbum de estudio del mismo nombre. Coescribió y coprodujo la canción con Paul "DJ White Shadow" Blair, Nick Monson y Dino Zisis. «Artpop» fue la primera canción desarrollada para el álbum y llevó a los compositores a buscar otras vías de producción musical. Descrito como la columna vertebral del disco, Gaga no quería experimentar con la producción de «Artpop», ya que creía que tenía un aspecto infinito.
Una canción techno, «Artpop» presenta instrumentación de piano y guitarras y tiene sonidos musicales computarizados intercalados en el medio. Las letras se han interpretado de muchas maneras, incluida una relación romántica, el vínculo de Gaga con sus fans, la fusión del arte y el pop, así como su uso para representar el valor de su marca y generar un mayor interés en ella. «Artpop» recibió críticas mixtas de los críticos que elogiaron la composición discreta de la canción en comparación con otras pistas del álbum, pero criticaron la letra y la producción anticuada.
«Artpop» se usó en un video "no seguro para el trabajo" para el álbum, que mostraba a Gaga con varios atuendos extraños y un montaje de los diferentes materiales promocionales que llevaron al lanzamiento. Gaga había estrenado «Artpop» durante su actuación en el Festival iTunes de 2013. Posteriormente la interpretó en la fiesta de lanzamiento de su álbum ArtRave, en Lady Gaga and the Muppets' Holiday Spectacular en ABC con el cantante Elton John, y The Tonight Show Starring Jimmy Fallon. También sirvió como la canción de apertura de su gira ArtRave: The Artpop Ball Tour de 2014.

## Antecedentes y desarrollo
El desarrollo del tercer álbum de estudio de Gaga, Artpop, comenzó poco después del lanzamiento de su segundo, Born This Way (2011), y para el año siguiente, los conceptos del álbum estaban "comenzando a florecer" a medida que Gaga colaboraba con los productores Fernando Garibay y DJ White Shadow.  Sin embargo, mientras estaba de gira para el Born This Way Ball, Gaga tuvo que someterse a una cirugía de cadera en febrero de 2013 que obligó a la cantante a una pausa de seis meses, y esta rehabilitación se convirtió en una de las inspiraciones detrás del álbum. Según White Shadow, la canción principal fue una de las primeras canciones escritas para el álbum, lo que creó la columna vertebral del disco. Al llamarlo un "momento decisivo" de la creación de Artpop, el productor explicó que la canción principal los llevó a explorar otras vías en términos de aspiraciones musicales. Escrito y producido por Gaga, White Shadow, Monson y Dino Zisis, «Artpop» fue llamado el canto del cisne del álbum por el cantante. Hablando con Sirius XM Radio, donde dio un análisis en profundidad de cada canción del álbum, Gaga explicó:
'Artpop' es realmente un infierno y es la única canción en el disco que realmente no quería ir a ningún lado o explotar o tener un orgasmo. Porque entonces sería como componer algo que sería como cualquier otro tipo de orgasmo que haya tenido. Y debido a que es realmente el centro del disco, realmente quería que hubiera un tono más infinito, en este concepto de Art + Pop, que podamos poner el arte al frente y que ya no tengamos que controlar el mundo corporativo en el arte. ¿Cómo podemos el artista respaldar nuestras ideas y que nuestras visiones sean lo más importante? Lo que impulsa la cultura, impulsa a estas corporaciones. No quería que ['Artpop'] creciera demasiado, quería que hipnotizara a la gente y se convirtiera en un mantra.

## Lanzamiento y recepción
Se mostró un adelanto de «Artpop» como parte de fragmentos del álbum principal hasta su lanzamiento final el 11 de noviembre de 2013. Un cortometraje "no seguro para el trabajo", An Artpop Film Starring Lady Gaga, ambientado con la canción, fue lanzado como promoción del álbum, el 20 de noviembre de 2013. Filmado por el dúo de fotógrafos de moda holandeses Inez van Lamsweerde y Vinoodh Matadin, el video consistió en el material que Gaga creó con ellos como promoción que condujo a Artpop. El video comienza con una Gaga desnuda pronunciando un monólogo: "Este álbum es una celebración. Mi dolor explota en la música electrónica. Es pesado, pero después de escucharlo me siento feliz de nuevo. Me siento más liviano". A continuación se encuentran las escenas promocionales en blanco y negro del anuncio de la campaña Artpop, el video musical del primer sencillo "Applause", las imágenes de desnudos de su entrevista con la revista V y la obra de arte del sencillo promocional, "Dope". Gaga muestra una variedad de emociones en la película, que incluyen acariciar un maniquí y aplicar suciedad en su cuerpo, pero la mayoría de las veces simplemente mira hacia la cámara. Zayda Rivera de New York Daily News expresó su dificultad para entender la película, pero agregó que "el hipnótico telón de fondo musical de su sencillo 'Artpop' encaja perfectamente con las imágenes artísticas, desconcertantes e incluso perturbadoras que se ejecutan a través de la edición rápida y lenta". Gaga admitió que había actuado durante 12 horas mientras hacía la película .
La pista recibió críticas mixtas de los críticos musicales. Mike Wass de Idolator lo llamó una "pista de sintetizador obtuso" creyendo que la composición era "ingeniosa" o "pretenciosa", y sintió que los esfuerzos de Gaga mantuvieron interesante la escena de la música pop. Evan Sawdey de PopMatters creía que la vibra de la pista anterior del álbum, «Do What U Want», se trasladó a «Artpop», que describió como "extraño" e "hipnótico" y lo mejor del álbum principal. Harley enumeró «Artpop» como una de las pistas más placenteras para el oído del álbum. Andrew Barker, de Variety, la calificó como una pista "destacada" y comparó la voz de Gaga con la de Debbie Harry, con su disposición fría. Emily McKey de NME llamó a la canción "lenta y ronroneamente sexy", creyendo que la línea "My artpop podría significar cualquier cosa" se refería al concepto trivial del álbum en sí. El crítico Greg Kot de Chicago Tribune creía que «Artpop» era la única canción del álbum, donde había un indicio de cuál debería haber sido la composición real de todo el disco. Justin Miller de Harper's Bazaar dijo que la canción era más íntima que las pistas anteriores del álbum, pero sintió que era una balada tecno y la composición más difundida de Gaga.
Las críticas negativas vinieron de Holly Williams de Contactmusic.com, quien estaba extremadamente decepcionada con la pista. Williams sintió un rápido declive en la calidad de la música con la canción principal, que creía que debería haber sido "climática, inventiva y un poco alucinante con tal título", pero encontró que su ritmo era lento y mundano. Maura Johnson de Spin sintió que letras como "Me encanta la música, no el brillo" parecían poco sinceras en nombre de Gaga, ya que el gráfico de su carrera mostraba que la cantante estaba más enamorada de la fama en el siglo XXI. "No es la declaración más profunda, pero tampoco tan exclusiva del nuevo milenio", concluyó Johnson. Mikael Wood de Los Angeles Times creía que la línea no era algo que funcionara en un disco pop y creía que, junto con el primer sencillo "Applause", las ideas de Gaga parecían inalcanzables y no emocionantes. John Walker de MTV News lo calificó con dos de cinco estrellas, calificándolo de aburrido. Chris Bossman de Consequence of Sound comparó la composición de la pista con un "marcador de guerra de la vieja escuela agonizante". Melinda Newman de HitFix dijo que la canción era "demasiado peculiar" y consideró que solo podría tener éxito si se mezclaba correctamente. Robert Copsey de Digital Spy creía que la línea del coro "Mi artpop podría significar cualquier cosa" hacía que el concepto del álbum fuera aún más confuso, en lugar de simplificar las declaraciones descaradas de Gaga sobre sus producciones musicales. Ericka Welch de The Huffington Post calificó la canción de "pretenciosa" y el esfuerzo menos interesante del álbum. Ella creía que «Artpop» no encarnaba el concepto del álbum y estaba plagada de las mismas letras intrascendentes que eran visibles durante su era Born This Way. Concluyó dando el ejemplo: "Como un científico loco que intenta crear vida, el experimento de Gaga para fusionar ART y POP a veces resulta en deformidades demasiado ambiciosas con seis patas".

## Actuación en vivo

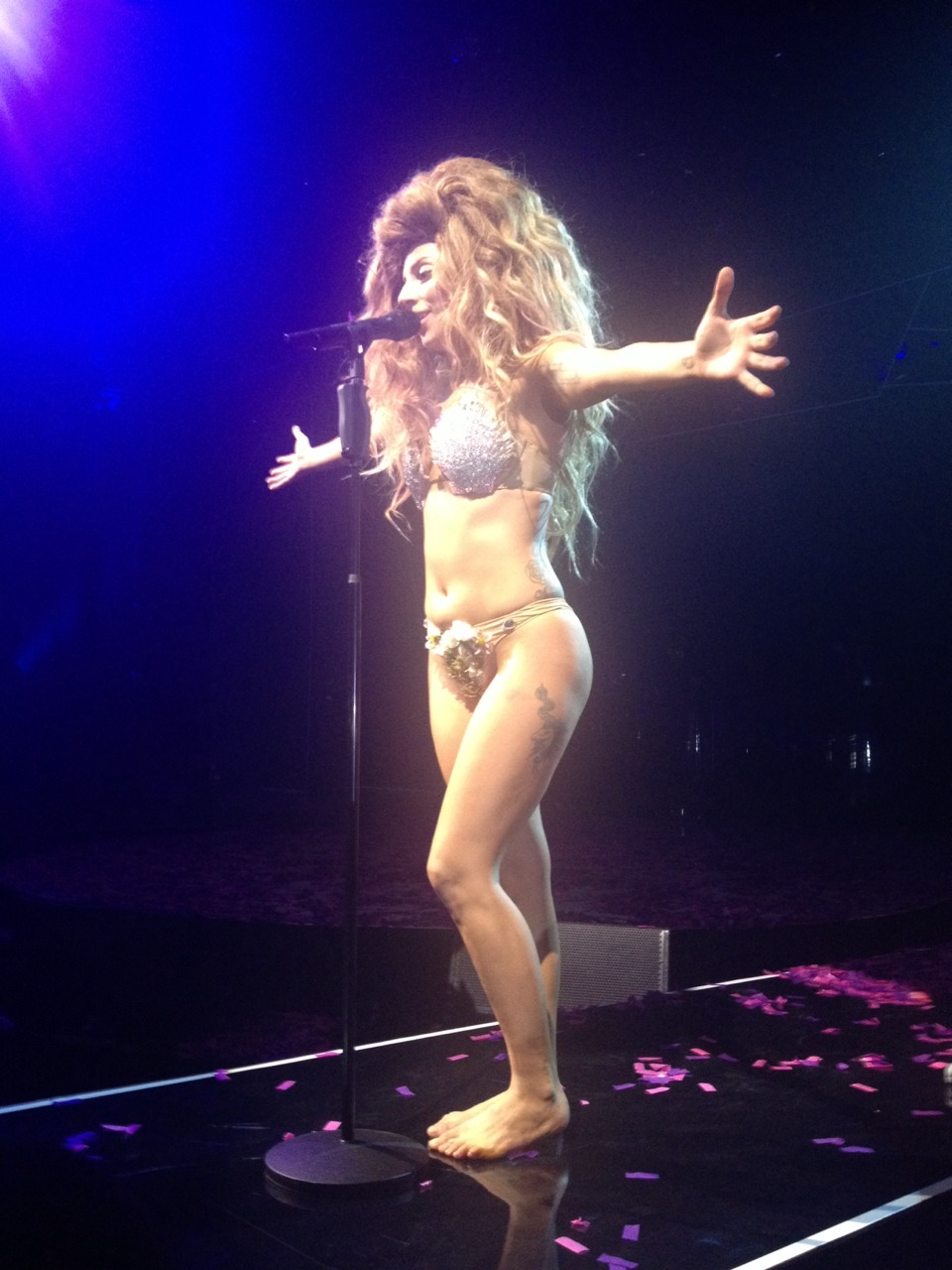
Lady Gaga interpretando «Artpop» en el festival iTunes. Londres, 1° de setiembre de 2013.

Antes del lanzamiento del álbum o de los teasers, Gaga interpretó «Artpop» en vivo el 1 de septiembre de 2013 en el Festival iTunes de Londres. La canción fue la tercera presentación esa noche, de una lista de canciones que contiene ocho pistas. Después de la interpretación de «Manicure» y un interludio de piano, Gaga se quitó la ropa en el escenario hasta que estuvo en un bikini de concha marina y una enorme peluca rubia, y comenzó a cantar la canción.
Gaga interpretó la canción en Lady Gaga and the Muppets Holiday Spectacular, su segundo especial de televisión de Acción de Gracias que se emitió en ABC el 28 de noviembre de 2013. Había invitado al cantante Elton John como estrella invitada especial para la actuación. Después de una interpretación del sencillo de John de 1974 "Bennie and the Jets", el dúo comenzó a cantar «Artpop». Estaban sentados uno frente al otro en el piano, y Gaga estaba adornada con un vestido hecho de latas de Coca-Cola. Durante el coro, los Muppets se unieron a ellos, quienes ayudaron con las voces de fondo.
También interpretó la canción en The Tonight Show Starring Jimmy Fallon el 18 de febrero de 2014. La actuación fue el reinicio del surgimiento de Gaga bajo el foco de los medios, luego de un año sabático autoimpuesto debido a la depresión y las historias de traición que rodearon el lanzamiento de Artpop. La cantante vestía un vestido blanco y lucía una peluca rubia platino; el conjunto la hacía parecer la diseñadora de moda Donatella Versace. Comenzando la canción como una versión acústica, Gaga tocó un piano de cristal colocado encima de una rampa al final del escenario. En el segundo estribillo, comenzaron los ritmos electrónicos de la canción y ella descendió al frente del escenario para completar la actuación con un baile.
En la gira ArtRave: The Artpop Ball de 2014, se agregó «Artpop» como la canción de apertura de la lista de canciones. El espectáculo comienza con una introducción en video sobre la gira, seguida de bailarines que aparecen en el escenario con globos y bolas azules. El video continúa reproduciéndose mientras Gaga emerge de debajo del escenario, vistiendo un leotardo dorado con alas y una bola azul unida a su pecho.